# Chuckanutské hory

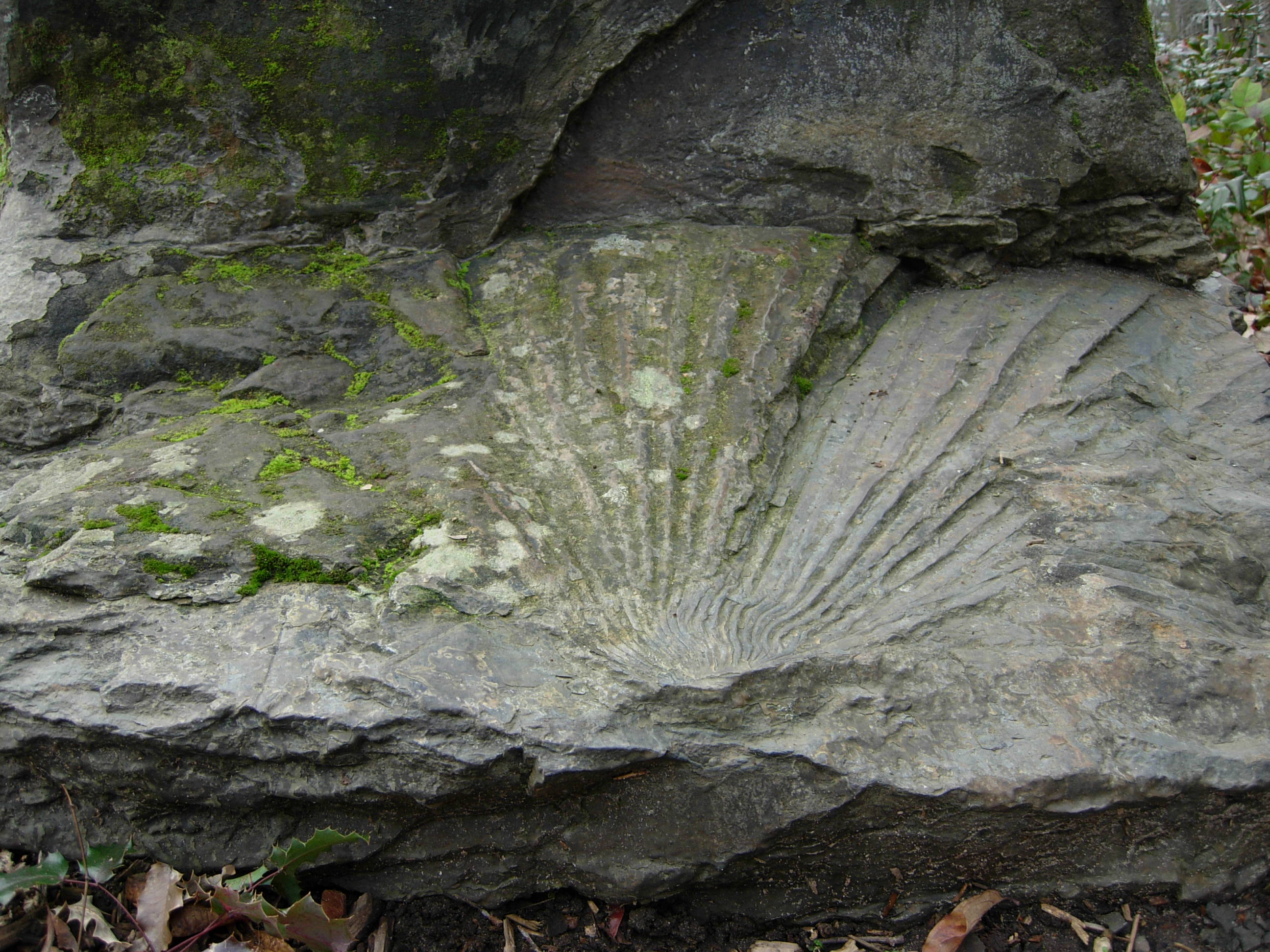
Fosilie listů palmy sabalites campbelli v chuckanutské formaci.

Chuckanutské hory (anglicky: Chuckanut Mountains nebo Chuckanuts; z indiánského slova Chuckanut, „dlouhá pláž daleko od úzkého vchodu“) se nacházejí na severozápadě USA, v severní části státu Washington, na pobřeží Pugetova zálivu, jen kousek jižně od města Bellingham. Jsou jedinou částí Kaskádového pohoří, která leží až na pobřeží moře. Jedná se také o část ekoregionu Lesy Pugetovy nížiny.
Do pohoří patří celý Larrabeeův státní park, první státní park ve Washingtonu, vytvořený v roce 1923. Mezi nejdůležitější hory pohoří patří North Lookout Mountain a Sehome Hill.

## Geologie
Chuckanutské hory vznikly zvrásněním chuckanutské formace, která se skládá z 55 milionů let starého pískovce, slepence, břidlice, černého a černého pálavého uhlí, a huntingdonské formace, která se skládá převážně z pískovce a břidlice, dále také z odkrytého prejurského fylitu. Chuckanutské hory jsou známým nalezištěm třetihorních fosilií listů.
V roce 1988 byl na Blanchardově hoře odkryt přeměněný fylit, zelený rohovec a mléčný křemen. Odkryv je unikátní také velkými kusy stilpnomelanu.